# 火海坂猫
火海坂 猫（かみさか ねこ）は、日本のライトノベル作家である。

## 概要
岐阜県在住。第3回GA文庫大賞ではHINEKO名義で投稿した作品『彼と人喰いの日常』で奨励賞を受賞。好きな作品として柳内たくみの小説『ゲート 自衛隊 彼の地にて、斯く戦えり』を挙げている。

## 作品一覧
- 『彼と人喰いの日常』（イラスト: 春日歩、GA文庫〈SBクリエイティブ〉）[6]
- 『かみこい! 〜くっついたらとれません〜』（イラスト: がおう、GA文庫〈SBクリエイティブ〉）[7]
- 『私を自分のものにした責任とってよね 〜シロもそう思います〜』（イラスト: うなさか、GA文庫〈SBクリエイティブ〉）[8]
- 『マーダーでミステリーな勇者たち』（イラスト: 華葡。、GA文庫〈SBクリエイティブ〉）[9]